# Бофремон, Эжен де
Герцог Пьер-Лоран-Леопольд-Эжен де Бофремон (фр. Pierre-Laurent-Léopold-Eugène de Bauffremont; 6 сентября 1843, Париж — 30 августа 1917, Париж) — французский литератор и историк.

## Биография
Сын герцога Гонтрана де Бофремона и Ноэми д'Обюссон де Лафёйяд.
Принц де Куртене, князь Священной Римской империи, принц де Каранси, маркиз де Листенуа, и прочее.
Шестой граф де Пон-де-Во; старинный савойский титул, принадлежавший угасшему дому де Горрево, был восстановлен для Эжена де Бофремона жалованной грамотой короля Виктора Эммануила II 23 февраля 1902.
Член-корреспондент Эмуляционного общества Юры (1891—1917), член Французского археологического общества, автор научных публикаций.
Поклонник маврикийской литературы начала XX века, опубликовал работу о поэте Леовиле Л'Оме.
31 августа 1915 дополнил свое завещание следующим условием: «Я хочу, чтобы мои семейные бумаги, оригиналы или копии, рассеянные понемногу в Париже или в Бриенне, так же как и все мои архивные коллекции, собиравшиеся в течение многих лет, были подарены, частью Национальным архивам, частью Национальной библиотеке, чтобы создать там фонды, носящие мое имя». Это распоряжение позднее было исполнено его наследником.

## Публикации
- Un poète de l'île Maurice, Léoville L'Homme. — P., 1913
- Les vieux noms de la France du Nord et de l'Est et les familles d'origine française en Europe. — P.: La Vieille France, 1968

## Семья
Жена (11.03.1865, Мадрид): Мария Кристина Осорио де Москосо-и-Бурбон, герцогиня де Атриско (26.05.1850, Женева — 27.03.1904, Париж), дочь Хосе Марии Осорио де Москосо-и-Карвахаля, 18-го герцога де Македа, 17-го герцога де Сесса, 9-го герцога де Атриско, 6-го герцога де Монтемар, и Луисы Тересы де Бурбон, инфанты Испании
Дети:
- Принц Пьер Лоран Франсуа д'Ассиз де Бофремон (4.07.1867, замок Бриенн, Об — 3.04.1890, Париж)
- Принцесса Мари Луиза Изабелла Каролина Франсуаза де Поль Лоранс де Бофремон (1.03.1874, Париж — 15.07.1955, Брюссель). Муж (24.05.1897, Париж): принц Жан де Мерод (1864—1933)
- Принцесса Мари Элен Аделаида де Бофремон (5.01.1878, Париж — 4.12.1961, замок Меркастель, Уаза). Муж (6.05.1902, Париж): герцог Арман-Анри-Жюль де Полиньяк (1872—1961)
- Герцог Пьер д'Алькантара Лоран Жозеф Мари Александр Теодор де Бофремон (28.10.1879, Париж — 14.03.1945, Париж). Жена (22.01.1907, Париж): Тереза Шеврье (1877—1959), дочь Шарля Шеврье и Терезы Элизы Уолтер